# Quinto Fabio Pittore
Quinto Fabio Pittore (in latino Quinctus Fabius Pictor; 260 a.C. circa – 190 a.C.) è stato un politico e storico romano, appartenente alla gens Fabia.

## Biografia
Il suo cognome deriva dall'attività esercitata dal nonno, il patrizio Gaio Fabio Pittore (Gaius Fabius Pictor), autore nel 304 a.C. di pitture nel tempio della Salute, al Quirinale.
Senatore e magistrato, Quinto Fabio combatté contro i Galli Insubri ed Annibale Barca ed ebbe l'incarico di un'ambasceria sacra a Delfi nel 216 per cercare consigli da Apollo dopo la sconfitta dei Romani a Canne nella seconda guerra punica. Sconfisse i Messapi, alleati di Annibale, ponendo fine alla loro autonomia. Era presente alla presa di Ozan, l'odierna Ugento.

### Opere
Pittore, primo tra i romani, scrisse degli Annales verso la fine del III secolo a.C. e narrò la storia di Roma dal tempo di Enea fino al 217, anno precedente la battaglia di Canne, ponendo la fondazione di Roma al 747 a.C. Il testo, Ῥωμαίων πράξεις, era scritto in lingua greca e prendeva posizione contro le accuse di espansionismo imperialistico lanciate in quel periodo dagli storiografi greci parteggianti per Annibale. Dell'opera esisteva una versione in lingua latina, i Rerum gestarum libri, non si sa se scritta da lui stesso.
Nella propria opera Pittore adotta un punto di vista aristocratico e si caratterizza per un acceso nazionalismo ed un gusto particolare per la descrizione delle origini di Roma, l'età regia e gli inizi della Repubblica di Roma, epoche alle quali risalivano molte istituzioni e costumi religiosi e civili del suo tempo. Della sua opera, che fu una delle fonti di Polibio, di Tito Livio e di Dionigi di Alicarnasso, non restano che scarsi frammenti e le poche notizie che abbiamo di essa ci sono state tramandate da Dionigi di Alicarnasso. 
A Fabio Pittore fu attribuito anche un De iure pontificio, citato da Nonio Marcello, che viene però prevalentemente assegnato a Quinto Fabio Massimo Serviliano.